# Ураган (Моронг)
Спортивний клуб «Качкан Ураган» Моронг (пол. Klub Sportowy Kaczkan Huragan Morąg) — польський футбольний клуб з Моронга, заснований у 1945 році. Виступає у Третій лізі. Домашні матчі приймає на однойменному стадіоні, місткістю 2 000 глядачів.

## Історія назв
- 1945 — Залізничний спортивний клуб «Ураган» Моронг;
- 2003 — Спортивний клуб «Ураган» Моронг;
- 2004 — Спортивний клуб «Пагед Ураган» Моронг;
- 2006 — Спортивний клуб «Ураган» Моронг;
- 2009 — Спортивний клуб «Качкан Ураган» Моронг.